# Закон про контроль над комуністичною діяльністю
Закон про контроль над комуністичною діяльністю (Закон Браунела-Батлера) — американський федеральний закон, підписаний 24 серпня 1954 року президентом Дуайтом Ейзенхауером. Позбавляв компартію США всіх прав і привілеїв, якими користувалися інші партії і організації, поставивши її тим самим поза законом. Звинувативши компартію в тому, що вона є «агентом іноземної держави і міжнародного комунізму», закон встановив, що комуністи «не можуть претендувати ні на які права, привілеї і гарантії недоторканності». Їм заборонялося виставляти свої кандидатури на виборах, бо компартія США позбавлялася права брати участь у виборчих кампаніях, за нею не визнавалося якості юридичної особи з усіма наслідками, що випливають звідси (право мати майно, позивати і відповідати в суді).
У 1973 році федеральний окружний суд у штаті Аризона постановив, що цей акт є неконституційним.

Положення акту про заборону партії не були скасовані, однак Комуністична партія США продовжує існувати і в 21 столітті.